# Prix Mythopoeic
Les prix Mythopoeic sont des prix littéraires américains donnés par la Mythopoeic Society et récompensant chaque année depuis 1971 les œuvres de fantasy, ainsi que les essais portant sur le groupe littéraire des Inklings et les essais généralistes portant les mythes et la littérature de fantasy. Les prix sont attribués sur base des votes exprimés par les membres de la société Mythopoeic, organisation sans but lucratif internationale fondée en 1967 aux activités diverses. Les votants proviennent de nombreux pays et les prix sont décernés à l'occasion de l'annuelle convention de la société, l'Annual Mythopoeic Conference (plus connue sous l'abréviation de Mythcon).
Contrairement à d'autres prix comme le Nebula ou le Hugo, les prix Mythopoeic sont donc avant tout une marque de reconnaissance des pairs dans le domaine de la fantasy, puisque les membres de la société Mythopoeic sont avant tout des écrivains et des spécialistes du domaine de la fantasy. C'est également un des seuls prix littéraires exclusivement réservés à la fantasy.

## Étymologie du nom du prix
Le nom du prix et celui de la société qui le dessert sont inspirés du terme grec mythopoeia (littéralement: créateur de mythes). Ce terme a été forgé au XXe siècle pour désigner un genre littéraire créant ses propres mythologies. Les exemples les plus célèbres sont probablement J. R. R. Tolkien pour son œuvre et C. S. Lewis pour Le Monde de Narnia. Ces deux auteurs font par ailleurs partie du groupe des Inklings, cercle littéraire qui fut l'objet d'étude premier de la société Mythopoeic. On pourrait citer la trilogie À la croisée des mondes, de Philip Pullman, comme exemple récent de mythopoeia.

## Palmarès
Sauf indication contraire ou complémentaire, les informations mentionnées dans cette section proviennent du site officiel du prix Mythopoeic et de la Science Fiction Awards Database.

### Mythopoeic Fantasy Award(1971-1991)
N.B. : Depuis 1992, ce prix est scindé en deux distinctions séparées, l'une orientée vers les écrits destinés aux adultes, l'autre aux enfants et à la jeunesse (voir ci-après). En 2024, un troisième prix est créé, destiné aux jeunes adultes.
- 1971 : The Crystal Cave par Mary Stewart
- 1972 : Red Moon and Black Mountain par Joy Chant
- 1973 : The Song of Rhiannon par Evangeline Walton
- 1974 : The Hollow Hills par Mary Stewart
- 1975 : A Midsummer Tempest par Poul Anderson
- 1976 : non décerné
- 1977 : non décerné
- 1978 : non décerné
- 1979 : non décerné
- 1980 : non décerné
- 1981 : Contes et légendes inachevés (Unfinished Tales of Númenor and Middle-earth) par J. R. R. Tolkien, édité par Christopher Tolkien
- 1982 : Le Parlement des fées (Le Parlement des fées) par John Crowley
- 1983 : The Firelings par Carol Kendall
- 1984 : When Voiha Wakes par Joy Chant
- 1985 : Cards of Grief par Jane Yolen
- 1986 : La Magnificence des oiseaux (Bridge of Birds) par Barry Hughart
- 1987 : The Folk of the Air par Peter S. Beagle
- 1988 : Le Septième Fils (Seventh Son) par Orson Scott Card
- 1989 : La Montagne aux licornes (Unicorn Mountain) par Michael Bishop
- 1990 : Le Poids de son regard (The Stress of Her Regard) par Tim Powers
- 1991 : Thomas le Rimeur (Thomas the Rhymer) par Ellen Kushner

### Mythopoeic Fantasy Award for Adult Literature(depuis 1992)
- 1992 : Les Nomades du fer (A Woman of the Iron People) par Eleanor Arnason
- 1993 : Briar Rose par Jane Yolen
- 1994 : The Porcelain Dove par Delia Sherman
- 1995 : Something Rich and Strange par Patricia A. McKillip
- 1996 : Waking the Moon par Elizabeth Hand
- 1997 : The Wood Wife par Terri Windling
- 1998 : The Djinn in the Nightingale's Eye par A. S. Byatt
- 1999 : Stardust (Stardust) par Neil Gaiman et Charles Vess
- 2000 : Tamsin par Peter S. Beagle
- 2001 : Les Innamorati (The Innamorati) par Midori Snyder
- 2002 : Le Fléau de Chalion (Le Fléau de Chalion) par Lois McMaster Bujold
- 2003 : Les Fantômes d'Ombria (Ombria in Shadow) par Patricia A. McKillip
- 2004 : Sunshine par Robin McKinley
- 2005 : Jonathan Strange et Mr Norrell (Jonathan Strange & Mr Norrell) par Susanna Clarke
- 2006 : Anansi Boys (Anansi Boys) par Neil Gaiman
- 2007 : Solstice Wood par Patricia A. McKillip
- 2008 : The Orphan's Tales par Catherynne M. Valente
- 2009 : Flesh and Spirit et Breath and Bone par Carol Berg
- 2010 : Pierre-de-vie (Lifelode) par Jo Walton
- 2011 : Redemption in Indigo par Karen Lord
- 2012 : The Uncertain Places par Lisa Goldstein
- 2013 : Digger, volumes 1-6 par Ursula Vernon
- 2014 : La Femme d'argile et l'Homme de feu (The Golem and the Jinni) par Helene Wecker (en)
- 2015 : Tales from Rugosa Coven par Sarah Avery
- 2016 : Déracinée (Uprooted) par Naomi Novik
- 2017 : Kingfisher par Patricia A. McKillip
- 2018 : Kra : Dar Duchesne dans les ruines de l'Ymr (Ka: Dar Oakley in the Ruin of Ymr) par John Crowley
- 2019 : La Fileuse d'argent (Spinning Silver) par Naomi Novik
- 2020 : Snow White Learns Witchcraft par Theodora Goss
- 2021 : La Maison au milieu de la mer Céruléenne (The House in the Cerulean Sea) par T. J. Klune
- 2022 : Ou ce que vous voudrez (Or What You Will) par Jo Walton
- 2023 : When the Angels Left the Old Country par Sacha Lamb
- 2024 : Magie d'encre (Ink Blood Sister Scribe) par Emma Törzs
- 2025 : The Melancholy of Untold History par Minsoo Kang (en)

### Fantasy Award for Children's Literature(depuis 1992)
- 1992 : Haroun et la Mer des Histoires (Haroun and the Sea of Stories) par Salman Rushdie
- 1993 : Knight's Wyrd par Debra Doyle (en) et James D. Macdonald
- 1994 : The Kingdom of Kevin Malone par Suzy McKee Charnas
- 1995 : Owl in Love par Patrice Kindl
- 1996 : The Crown of Dalemark par Diana Wynne Jones
- 1997 : combiné au prix adulte
- 1998 : la trilogie Young Merlin par Jane Yolen
- 1999 : Le Terrible Seigneur des ténèbres - Livre premier (Dark Lord of Derkholm) par Diana Wynne Jones
- 2000 : The Folk Keeper par Franny Billingsley
- 2001 : Aria of the Sea par Dia Calhoun
- 2002 : The Ropemaker par Peter Dickinson
- 2003 : Summerland par Michael Chabon
- 2004 : The Hollow Kingdom par Clare B. Dunkle
- 2005 : Un chapeau de ciel (A Hat Full of Sky) par Terry Pratchett
- 2006 : la Trilogie de Bartiméus (Bartimaeus Sequence) par Jonathan Stroud
- 2007 : Corbenic par Catherine Fisher
- 2008 : la série Harry Potter (Harry Potter) par J. K. Rowling
- 2009 : Graceling (Graceling) par Kristin Cashore
- 2010 : Where the Mountain Meets the Moon par Grace Lin
- 2011 : The Thief par Megan Whalen Turner
- 2012 : Le Labyrinthe de la liberté (The Freedom Maze) par Delia Sherman
- 2013 : Vessel par Sarah Beth Durst (en)
- 2014 : Eleanor (Doll Bones) par Holly Black
- 2015 : A Snicker of Magic par Natalie Lloyd
- 2016 : Castle Hangnail par Ursula Vernon
- 2017 : The Inquisitor’s Tale: Or, The Three Magical Children and their Holy Dog par Adam Gidwitz
- 2018 : Frogkisser! par Garth Nix
- 2019 : Bob par Wendy Mass (en) et Rebecca Stead (en)
- 2020 : Dragon Pearl par Yoon Ha Lee
- 2021 : Guide pratique pour boulangère magique (A Wizard’s Guide to Defensive Baking) par T. Kingfisher
- 2022 : Pahua and the Soul Stealer par Lori M. Lee et Root Magic par Eden Royce (en) (ex æquo)
- 2023 : L'Ogresse et les Orphelins (The Ogress and the Orphans) par Kelly Barnhill
- 2024 : Moth Keeper par Kay O'Neill
- 2025 : Island of Whispers par Frances Hardinge

### Fantasy Award for Young Adult Literature(depuis 2024)
- 2024 : Tisseurs de sorts (Unraveller) par Frances Hardinge
- 2025 : série L'Archipel des Dieux (The Isles of the Gods duology) par Amie Kaufman (en)

### Mythopoeic Scholarship Award in Inklings Studies(depuis 1971)
- 1971 : C. S. Kilby et Mary McDermott Shideler pour l'ensemble de leurs œuvres
- 1972 : Walter Hooper pour l'ensemble de son œuvre
- 1973 : Master of Middle-earth par Paul H. Kocher
- 1974 : C.S. Lewis, Mere Christian par Kathryn Lindskoog
- 1975 : C.S. Lewis: A Biography par Roger Lancelyn Green et Walter Hooper
- 1976 : Tolkien Criticism par Richard C. West ; C.S. Lewis, An Annotated Checklist par Joe R. Christopher et Joan K. Ostling ; Charles W.S. Williams, A Checklist par Lois Glenn (ex æquo)
- 1977 : non décerné
- 1978 : non décerné
- 1979 : non décerné
- 1980 : non décerné
- 1981 : non décerné
- 1982 : The Inklings par Humphrey Carpenter
- 1983 : Companion to Narnia par Paul F. Ford
- 1984 : The Road to Middle-earth par T. A. Shippey
- 1985 : Reason and Imagination in C.S. Lewis par Peter J. Schakel
- 1986 : Charles Williams, Poet of Theology par Glen Cavaliero
- 1987 : J.R.R. Tolkien: Myth, Morality and Religion par Richard Purtill
- 1988 : C.S. Lewis par Joe R. Christopher
- 1989 : The Return of the Shadow par J. R. R. Tolkien, édité par Christopher Tolkien
- 1990 : Le Hobbit annoté (The Annotated Hobbit) par J. R. R. Tolkien, édité par Douglas A. Anderson
- 1991 : Jack: C.S. Lewis and His Times par George Sayer
- 1992 : Word and Story in C.S. Lewis édité par Peter J. Schakel et Charles A. Huttar
- 1993 : Planets in Peril par David C. Downing
- 1994 : J.R.R. Tolkien, A Descriptive Bibliography par Wayne G. Hammond avec l'aide de Douglas A. Anderson
- 1995 : C.S. Lewis in Context par Doris T. Myers
- 1996 : J.R.R. Tolkien: Artist and Illustrator par Wayne G. Hammond et Christina Scull
- 1997 : The Rhetoric of Vision: Essays on Charles Williams édité par Charles A. Huttar et Peter Schakel
- 1998 : A Question of Time: J.R.R. Tolkien's Road to Faërie par Verlyn Flieger
- 1999 : C.S. Lewis: A Companion and Guide par Walter Hooper
- 2000 : Roverandom (Roverandom) par J. R. R. Tolkien, édité par Wayne G. Hammond et Christina Scull
- 2001 : J.R.R. Tolkien: Author of the Century par T. A. Shippey
- 2002 : Tolkien's Legendarium: Essays on the History of Middle-earth édité par Verlyn Flieger et Carl F. Hostetter
- 2003 : Beowulf : Les Monstres et les Critiques (Beowulf and the Critics) par J. R. R. Tolkien édité par Michael D. C. Drout
- 2004 : Tolkien et la Grande Guerre : Au seuil de la Terre du Milieu (Tolkien and the Great War: The Threshold of Middle-earth) par John Garth
- 2005 : War and the Works of J.R.R. Tolkien par Janet Brennan Croft
- 2006 : The Lord of the Rings: A Reader's Companion par Wayne G. Hammond et Christina Scull
- 2007 : The J.R.R. Tolkien Companion and Guide par Wayne G. Hammond et Christina Scull
- 2008 : The Company They Keep: C.S. Lewis and J.R.R. Tolkien as Writers in Community par Diana Pavlac Glyer
- 2009 : The History of the Hobbit, Part One: Mr. Baggins & Part Two: Return to Bag-end par John D. Rateliff
- 2010 : Tolkien, Race and Cultural History: From Fairies to Hobbits par Dimitra Fimi (en)
- 2011 : Planet Narnia par Michael Ward
- 2012 : Tolkien and Wales: Language, Literature and Identity par Carl Phelpstead
- 2013 : Green Suns and Faërie: Essays on J.R.R. Tolkien par Verlyn Flieger
- 2014 : Tolkien and the Study of His Sources: Critical Essays par Jason Fisher
- 2015 : C. S. Lewis and the Middle Ages par Robert Boenig
- 2016 : Charles Williams: The Third Inkling par Grevel Lindop
- 2017 : The Fellowship: The Literary Lives of J.R.R. Tolkien, C.S. Lewis, Owen Barfield, Charles Williams par Philip Zaleski et Carol Zaleski
- 2018 : The Inklings and King Arthur: J. R. R. Tolkien, Charles Williams, C. S. Lewis, & Owen Barfield on the Matter of Britain par Sørina Higgins
- 2019 : There Would Always Be a Fairy Tale: More Essays on Tolkien par Verlyn Flieger
- 2020 : The Sweet and the Bitter: Death and Dying in J.R.R. Tolkien’s The Lord of the Rings par Amy Amendt-Raduege
- 2021 : Tolkien’s Lost Chaucer par John M. Bowers
- 2022 : Tolkien’s Modern Reading: Middle-earth Beyond the Middle Ages par Holly Ordway
- 2023 : Charles Williams and C.S. Lewis: Friends in Co-inherence par Paul S. Fiddes (en)
- 2024 : Law, Government, and Society in J.R.R. Tolkien’s Works par José María Miranda Boto
- 2025 : The Collected Poems of J.R.R. Tolkien édité par Wayne G. Hammond et Christina Scull

### Mythopoeic Scholarship Award in General Myth and Fantasy Studies(depuis 1992)
- 1992 : The Victorian Fantasists édité par Kath Filmer
- 1993 : Strategies of Fantasy par Brian Attebery (en)
- 1994 : Twentieth-Century Fantasists édité par Kath Filmer
- 1995 : Old Tales and New Truths: Charting the Bright-Shadow World par James Roy King
- 1996 : From the Beast to the Blonde par Marina Warner
- 1997 : When Toys Come Alive par Lois Rostrow Kuznets
- 1998 : The Encyclopedia of Fantasy édité par John Clute et John Grant
- 1999 : A Century of Welsh Myth in Children's Literature par Donna R. White
- 2000 : Strange and Secret Peoples: Fairies and Victorian Consciousness par Carole G. Silver
- 2001 : King Arthur in America par Alan Lupack et Barbara Tepa Lupack
- 2002 : The Owl, the Raven & the Dove: The Religious Meaning of the Grimms' Magic Fairy Tales par G. Ronald Murphy
- 2003 : Fairytale in the Ancient World par Graham Anderson
- 2004 : The Myth of the American Superhero par John Shelton Lawrence and Robert Jewett
- 2005 : Robin Hood: A Mythic Biography par Stephen Thomas Knight
- 2006 : National Dreams: The Remaking of Fairy Tales in Nineteenth-Century England par Jennifer Schacker
- 2007 : Gemstone of Paradise: The Holy Grail in Wolfram’s Parzival par G. Ronald Murphy
- 2008 : Shadow-Walkers: Jacob Grimm's Mythology of the Monstrous par John Joseph Adams
- 2009 : Four British Fantasists par Charles Butler
- 2010 : One Earth, One People: The Mythopoeic Fantasy Series of Ursula K. Le Guin, Lloyd Alexander, Madeleine L’Engle and Orson Scott Card par Marek Oziewicz
- 2011 : The Victorian Press and the Fairy Tale par Caroline Sumpter
- 2012 : The Enchanted Screen: The Unknown History of Fairy-Tale Films par Jack Zipes
- 2013 : Song of the Vikings: Snorri and the Making of Norse Myths par Nancy Marie Brown
- 2014 : Tree of Salvation: Yggdrasil and the Cross in the North par G. Ronald Murphy
- 2015 : Stories About Stories: Fantasy and the Remaking of Myth par Brian Attebery (en)
- 2016 : The Evolution of Modern Fantasy: From Antiquarianism to the Ballatine Adult Fantasy Series par Jamie Williamson
- 2017 : Elf Queens and Holy Friars: Fairy Beliefs and the Medieval Church par Richard Firth Green
- 2018 : Children’s Fantasy Literature: An Introduction par Michael Levy et Farah Mendlesohn
- 2019 : Celtic Myth in Contemporary Children’s Fantasy: Idealization, Identity, Ideology par Dimitra Fimi (en)
- 2020 : A Modernist Fantasy: Modernism, Anarchism, and the Radical Fantastic par James Gifford
- 2021 : Fantasies of Time and Death: Dunsany, Eddison, Tolkien par Anna Vaninskaya
- 2022 : The Modern Myths: Adventures in the Machinery of the Popular Imagination par Philip Ball
- 2023 : Fantasy: How It Works par Brian Attebery (en)
- 2024 : An Introduction to Fantasy par Matthew Sangster
- 2025 : Urban Fantasy: Exploring Modernity through Magic par Stefan Ekman